# Sherlock Holmes' smarta brorsa
Sherlock Holmes' smarta brorsa (engelska: The Adventure of Sherlock Holmes' Smarter Brother) är en amerikansk komedifilm från 1975 med manus och regi av Gene Wilder. I huvudrollerna ses Gene Wilder, Marty Feldman, Madeline Kahn, Dom DeLuise, Roy Kinnear och Leo McKern. Douglas Wilmer och Thorley Walters spelar Sherlock Holmes och Dr. Watson. Wilmer hade tidigare spelat Holmes i BBC-serien från 1965 och Walters spelade Watson i tre andra filmer, 1962, 1969 och 1977.

## Rollista i urval
- Gene Wilder - Sigerson Holmes
- Madeline Kahn - Jenny Hill (använder även Bessie Bellwood som alias), kallas "Miss Liar"
- Marty Feldman - Sgt. Orville Stanley Sacker
- Dom DeLuise - Eduardo Gambetti
- Leo McKern - Professor Moriarty
- Roy Kinnear - Finney, Moriartys assistent
- Douglas Wilmer - Sherlock Holmes
- Thorley Walters - Dr. Watson
- John Le Mesurier - Lord Redcliff, Storbritanniens utrikesminister
- Mel Brooks - rösten till lejonets offer (ej krediterad)
- Albert Finney - man i publiken på opera